# Tunnel Coen
Le tunnel Coen (en néerlandais : Coentunnel) est un tunnel routier situé sur l'autoroute néerlandaise A10 sous le canal de la Mer du Nord à l'ouest d'Amsterdam, aux Pays-Bas. Le tunnel a été nommé en référence au port Coen situé aux alentours, qui, lui-même, avait été nommé en l'honneur du colonisateur Jan Pieterszoon Coen.
Le tunnel a une longueur de 1 283 mètres, dont 587 mètres sont entièrement couverts. Le tunnel relie la région du Zaan avec la partie ouest d'Amsterdam. Le tunnel atteint une profondeur maximale de 22 mètres sous le niveau normal d'Amsterdam.
Le tunnel est fermé jusqu'à la fin de 2014 en raison d'importants travaux d'entretien.